# Alcis miyashitai
Alcis miyashitai là một loài bướm đêm trong họ Geometridae.